# Ashinaga-Tenaga

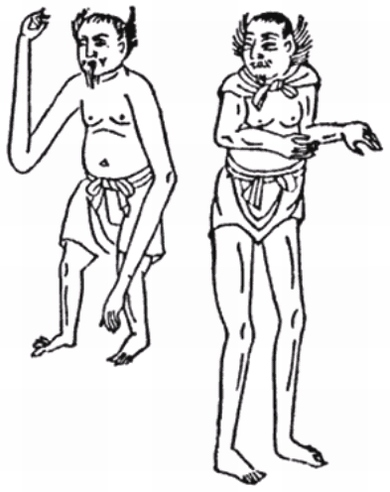
Tavola raffigurante un Ashinaga ed un Tenaga, apparsa sull'enciclopedia illustrata del XVIII secolo Wakan Sansai Zue

Gli Ashinaga (足長? lett. lungo piede) e i Tenaga (手 長? lett. lunga mano) sono creature leggendarie della mitologia giapponese. Fanno parte di due tribù che vivono tra loro a stretto contatto. Gli Ashinaga sono dotati di gambe dalla lunghezza che arriva anche a sette o otto metri, mentre i Tenaga hanno le braccia smisuratamente lunghe.

## Collaborazione fra i due popoli
Secondo la leggenda, gli Ashinaga e i Tenaga condividono lo stesso habitat e collaborano nel catturare i pesci sfruttando le rispettive caratteristiche fisiche complementari. I Tenaga, con le braccia smisuratamente lunghe, si mettono sulle spalle degli Ashinaga, i quali entrano in mare e grazie alle loro lunghe gambe riescono a raggiungere punti molto adatti alla pesca distanti dalla riva, ove i Tenaga possono immergere le braccia e prendere grandi quantità di pesce a grande profondità.
Costituiscono così un'armoniosa macchina da pesca necessaria per sfamare ambedue i popoli.

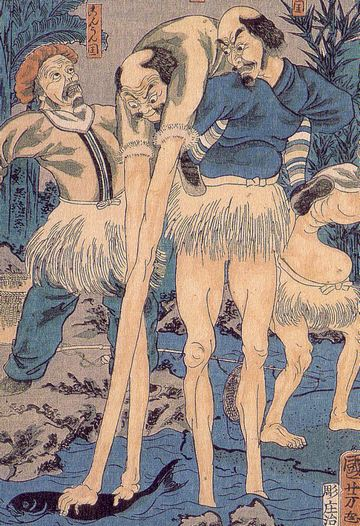
Un dipinto ottocentesco giapponese nishiki-e di Kuniyoshi Utagawa, raffigurante i Tenaga-Ashinaga. Biblioteca Nazionale della Dieta del Giappone

## Storia della leggenda
Questa leggenda arrivò in Giappone dalla Cina, dove gli esseri vengono chiamati Chángbìmín 長臂民 (lunghi gomiti) e Chánggŭmín 長股民 (lunghe cosce) e vivono nelle zone costiere della Cina del Nord. Comparvero in un libro geografico mitologico cinese chiamato Shan Hai Jing (山海經)
Nella trasposizione giapponese, la leggenda di questi "mostri" ebbe fortuna e si diffuse anche negli ambienti della corte imperiale; un pannello della porta della seiryōden (清涼殿? lett. la sala per rinfrescarsi) del palazzo del sovrano a Kyoto fu allestito con un'immagine di un Tenaga ed un Ashinaga impegnati nella pesca. Il racconto folkloristico fu tramandato nel tempo e comparve, corredato da un'illustrazione, anche sull'enciclopedia sino-giapponese Wakan Sansai Zue, pubblicata in Giappone nel 1712.

## Altre versioni del binomio Tenaga-Ashinaga
Il nome Tenaga-Ashinaga, viene attribuito in Giappone anche a dei giganti diversi tra loro che, secondo i racconti delle diverse regioni centro-settentrionali dell'isola di Honshū, appaiono in forme diverse.
- Nel nord-ovest di Honshu. Nei racconti delle prefetture di Akita e di Yamagata, il gigante vive sul monte Chōkai (鳥海山), e scende nei villaggi per fare razzie e attaccare le barche. Uno spirito incarnato in un corvo a tre zampe viene inviato dal kami della montagna per dare l'allarme ai cittadini, gridando "Uya" quando il gigante arriva e "Muya" quando se ne va. Tre promontori alla base del monte chiamati Uyamuya-no-seki prendono il nome da questa leggenda
- Nella prefettura di Fukushima. Un diverso Tenaga-Ashinaga vive sul monte Bandai
- Nella prefettura di Nagano, un Tenaga-Ashinaga viene venerato come servitore della divinità a cui è consacrato un antico tempio shinto locale.